# Ласьк

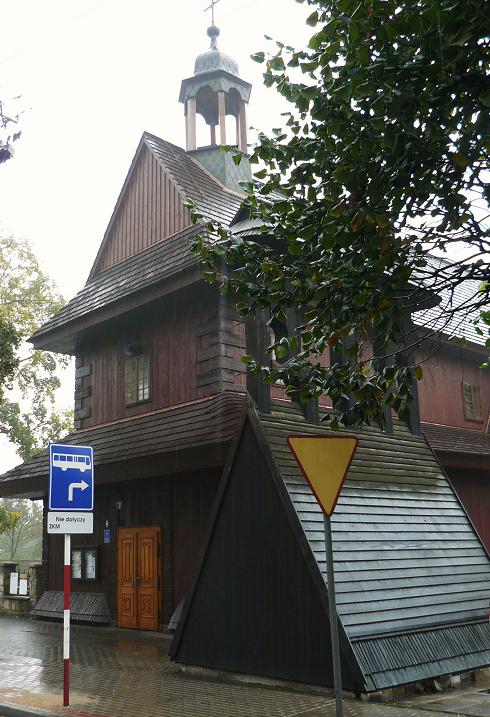

Ласк (пол. Łask) — місто в центральній Польщі, на річці Грабя.
Адміністративний центр Ласького повіту Лодзького воєводства.
Належить до Лодзької агломерації.

## Демографія
Демографічна структура станом на 31 березня 2011 року:
|          | Загалом | Допрацездатний вік | Працездатний вік | Постпрацездатний вік |
| -------- | ------- | ------------------ | ---------------- | -------------------- |
| Чоловіки | 8738    | 1563               | 6248             | 927                  |
| Жінки    | 9730    | 1525               | 5914             | 2291                 |
| Разом    | 18468   | 3088               | 12162            | 3218                 |

## Культура і мистецтво

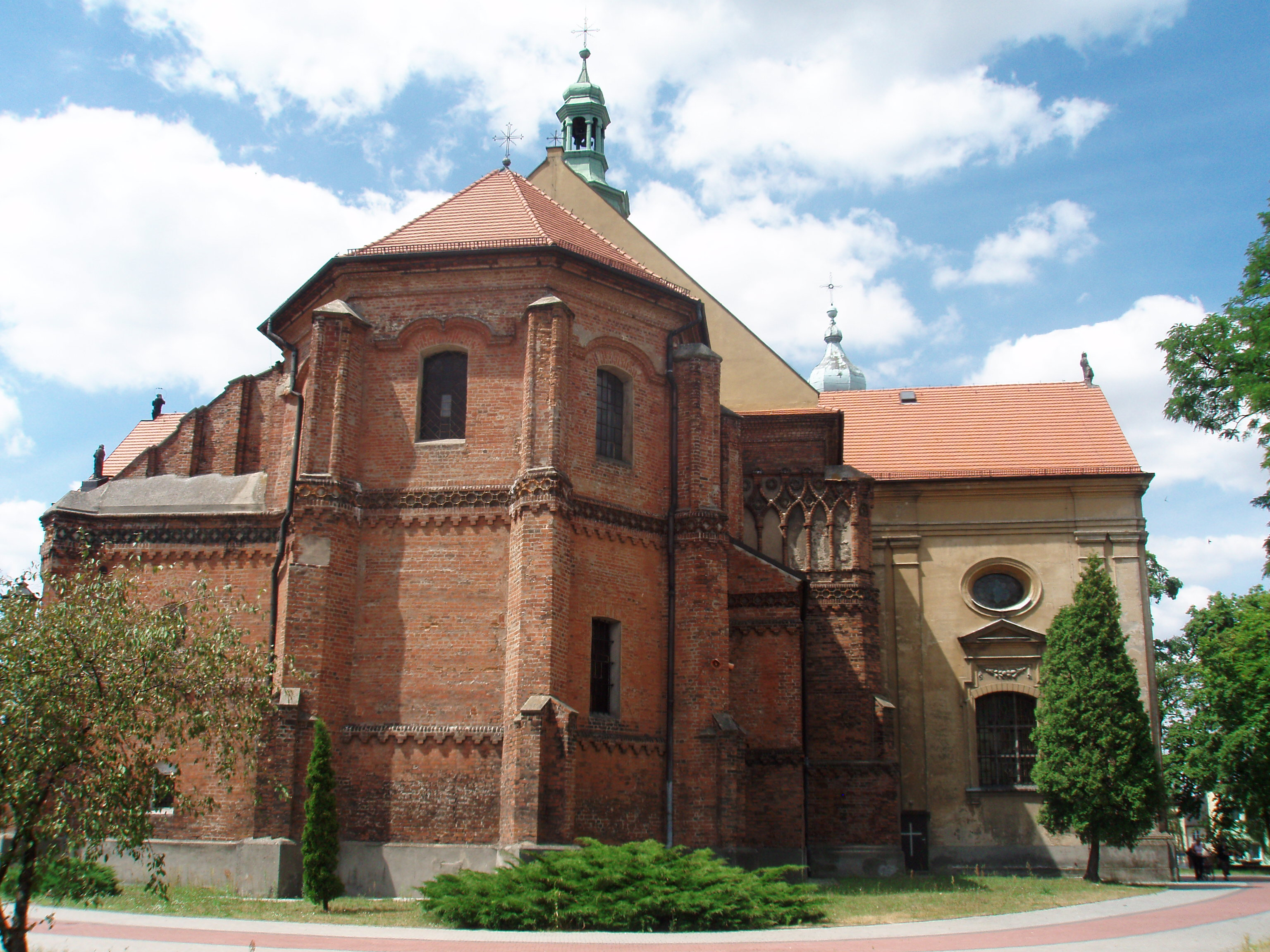
Колегіальний костел Непорочного Зачаття Пресвятої Діви Марії та св. Михаїла Архангела - задня частина в готичному стилі

При бібліотеці в Лаську діє Музей історії, який представляє архітектуру міста та організовує виставки регіонального мистецтва. Також працює будинок культури, який організовує театральні вистави, виставки та художні труби. 

## Відомі особистості
У місті народився:
- Мечислав Вольфке (1883-1947) — польський фізик.